# بن سیمور (بازیکن فوتبال)
بن سیمور (انگلیسی: Ben Seymour؛ زادهٔ ۱۶ آوریل ۱۹۹۹) بازیکن فوتبال اهل بریتانیا است.
از باشگاه‌هایی که در آن بازی کرده است می‌توان به باشگاه فوتبال اکستر سیتی اشاره کرد.